# Shin Meiwa UF-XS
El Shin Meiwa UF-XS es un hidroavión japonés de tipo hidrocanoa con capacidad STOL, diseñado y construido por la compañía Shin Meiwa, que fue empleado en labores de investigación para el posterior desarrollo del Shin Meiwa PS-1 para la Fuerza Marítima de Autodefensa de Japón.

## Historial
En octubre de 1960, Shin Meiwa adquirió un UF-1 Albatross, al que se le realizaron una serie de extensivas modificaciones durante dos años siguiendo las directrices de Shizuo Kikuhara. Dado que los momentos más críticos para la célula de una hidrocanoa, y también para sus pilotos, son el despegue y el amerizaje, Kikuhara trató de reducirlos al máximo empleando un sistema que soplaba aire comprimido sobre los dispositivos hipersustentadores, con lo que se conseguía un control de la capa límite que permitía realizar esas comprometidas maniobras no sólo en un muy corto espacio, sino también a una velocidad reducida.
El UF-XS es un monoplano de ala alta, pero ahí casi concluyen las similitudes con el UF-1 de origen. Las modificaciones llevadas a cabo incluyeron el añadido de dos motores radiales, uno en cada ala. Los motores interiores están equipados con hélices tripala, mientras que las de los exteriores son bipala. Su fuselaje inferior está diseñado siguiendo un esquema supresor de salpicaduras de agua, que le permite amerizar en mar abierto. La superficie de control trasera es mucho mayor, recta y con los timones de profundidad en posición alta, es decir, tiene cola en T. Otros dos motores, turboejes General Electric T58, están instalados entre las alas sobre el fuselaje, en un prominente espacio que incluye sus tomas de aire. Su cometido era producir aire comprimido para aumentar la sustentación a baja velocidad e incrementar las capacidades STOL de despegue y amerizaje corto. 

## Especificaciones
Referencia datos: Grumman aircraft since 1929 y American flying boats and amphibious aircraft: an illustrated history

### Características generales
- Longitud: 23 m
- Envergadura: 24,4 m
- Altura: 7,7 m
- Peso vacío: 13 400 kg
- Planta motriz:
  - 2× motores radiales Pratt & Whitney R-1340 Wasp.
  - 2× motores radiales Wright R-1820.
    - Potencia: (R-1820) 1425 hp, (R-1340) 550-600 hp cada uno.

### Rendimiento
- Alcance: km
- Radio de acción: km
- Alcance en combate: km
- Alcance en ferry: km

### Aeronaves similares
- Grumman HU-16 Albatross
- Shin Meiwa PS-1

### Listas relacionadas
- Anexo:Hidroaviones y aviones anfibios